# Eiheiji (Fukui)
Eiheiji (永平寺町 Eiheiji-chō?) es un pueblo localizado en la prefectura de Fukui, Japón. En octubre de 2019 tenía una población estimada de 19.120 habitantes y una densidad de población de 202 personas por km². Su área total es de 94,43 km².

## Geografía

### Localidades circundantes
- Prefectura de Fukui
  - Fukui
  - Katsuyama
  - Sakai

## Demografía
Según los datos del censo japonés, esta es la población de Eiheiji en los últimos años.
| 1995   | 2000   | 2005   | 2010   | 2015   |
| ------ | ------ | ------ | ------ | ------ |
| 20.183 | 21.182 | 20.764 | 20.647 | 19.883 |